# 琉璃 (电视剧)
《琉璃》，2020年中国大陆玄幻仙侠古裝剧，该剧改編自十四郎的小說《琉璃美人煞》。由成毅、袁冰妍、劉學義、张予曦、白澍、侯夢瑤领衔主演，于2019年2月開機，2019年8月殺青，於2020年8月6日在优酷、芒果TV首播。台灣由LINE TV、WeTV、LiTV 線上影視上架。

## 播出时间

### 首播
| 播放频道/平台 | 所在地   | 播出日期       | 播出时间                 | 备注                                                                                               |
| 優酷          | 中国大陆 | 2020年8月6日   | 20:00                    | 非VIP每日更新1集 會員每周日至周二20:00更新2集、每週三更新3集 08月27日10:00起，超前點播，提前看一週 |
| 芒果TV        | 中国大陆 | 2020年8月6日   | 20:00                    | 非VIP每日更新1集 會員每周日至周二20:00更新2集、每週三更新3集 08月27日10:00起，超前點播，提前看一週 |
| WeTV          | 臺灣     | 2020年10月23日 |                          | |
| WeTV          | 越南     | 2020年10月24日 |                          | |
| WeTV          | 泰國     | 2020年10月30日 |                          | |
| Netflix       | 全球     | 2020年12月30日 |                          | |
| 江苏卫视      | 中国大陆 | 2021年2月19日  | 19:30                    | 星期日至五19:35 - 21:10（两集连播） 星期六19:35 - 20:10（只播一集）                                |
| LiTV 線上影視 | 臺灣     | 2021年1月26日  |                          | |
| meWatch       | 新加坡   | 2021年2月11日  | 12:00                    | 全剧上架 除夕夜首播                                                                                |
| 新传媒8频道   | 新加坡   | 2021年3月11日  | 星期一至五 23:00 - 00:00 | |
| 八度空间      | 马来西亚 | 2021年9月28日  | 星期一至四 21:00 - 22:00 | 亚洲精选                                                                                           |
| 香港開電視    | 香港     | 2021年11月29日 | 星期一至五 21:30 - 22:30 | 粵語配音                                                                                           |
| 八大戲劇台    | 臺灣     | 2022年8月24日  | 星期一至五 22:00 - 23:00 | |
| VTV3          | 越南     | 2022年8月31日  | 星期一至五 11:20 - 11:55 | 阅读越南语翻译                                                                                     |

## 劇情大綱
讲述天生“六识”残缺的少女褚璇玑(袁冰妍飾)和离泽宫弟子禹司凤(成毅飾)在面临爱情与前世阴谋的双重压力下，携手共对百般腥风血雨，缔造一段极具色彩的仙侠传奇。
簪花比武大会即将在少阳派举行，掌门褚磊的大女儿玲珑机灵能干，被委以接待各派参赛弟子的重任、二女儿璇玑懵懂懒散、荒废武艺，因误入秘境被褚磊罚去明霞洞思过、离泽宫少主禹司凤误闯入少陽派秘境，与璇玑一见如故，结下友谊，玲珑在簪花大会上与點睛谷弟子乌童起了冲突，狠厉的乌童实施报复，误伤璇玑，被正派驱逐，而重伤醒来的璇玑却因此意识到自己“废柴”行为的不良后果，发誓好好习武，不再连累他人。
四年后，璇玑武艺精进，获得了下山历练的机会，鹿台镇为民除害中，璇玑重遇司凤，并在司凤的点拨下学会配合与信任的要义，乌童背叛正派，联手魔教天墟堂意图称霸江湖，整个武林岌岌可危。此时已经领略人间真情的璇玑，不再是懵懂少女，她坚守正义，联手司凤向恶势力宣战，成功助正派扭转局势。最终恶人伏诛，武林恢复平静，璇玑和司凤也收获了珍贵的爱情。

## 演员列表

### 領銜主演
| 演員                          | 角色     | 介紹 | 配音   | 香港配音 |
| 成毅                          | 禹司鳳   | 妖族 离泽宫宮主嫡傳弟子，實為離澤宮少主，金赤鳥妖族（十二翎羽），為保護璇璣，隱瞞其（魔煞星）身份，故意引導眾人以為自己是魔煞星，而繼承新任魔尊。聪明冷静，理智自持。离泽宫宮主与前點睛谷谷主女兒皓凤所生，与璇玑、敏言一起在与魔族抗争的过程中历练、体会了他畅想已久的情投意合的友情及俠義助人的英雄豪情，还开启了一份让他痛彻心扉却至死不渝的爱情。他斩断所有退路，只爱璇玑。後與褚璇璣成親，婚後育有一子。 情人咒：動情就會在身上留下青羽印記，在凜冰池聽見璇璣為讓敏言冷靜的話而受情傷，引發第一次的情人咒發作；在第二次簪花大會璇璣刺他一劍，引發第二次的情人咒發作。 | 张杰   | 杜景煜   |
| 成毅                          | 羲玄     | 天帝之子，母親是妖族公主，真身為金赤神鳥，羲玄尚未化作人形時，戰神將軍常在天池邊向金赤鳥傾訴心事，後戰神恢復神識，得知自己遭柏麟帝君欺騙，殺盡自己同族後大怒，戰神反抗被制服並押上誅仙台，羲玄現身誅仙台撐十二羽金翅替戰神擋罰，羲玄認為三界無高低貴賤之分，萬物有靈每一個生命都要尊重，為了對抗天界不公，願褪去萬年仙骨渡戰神下凡歷劫，為其消除戾氣，前九次度劫，皆以悲劇收場，司鳳為第十次。 - 第一世：琴師，替攬月頂罪，遭斬首示眾。 - 第二世：信王，幫助敬元公主謀反，卻仍不被信任，賜毒酒而亡。 - 第三世：醫師，使用禁術，將自己雙眼換給巫女後，自己死在遠方。 - 第四世：異族殺手，兩人只能活一個，遭對方刺死。 - 第五世：除妖師，用盡畢生修為，化解女魔頭一身戾氣，真氣耗光而亡。 - 第六世：畫師，用一生來畫她，也不被正視看一眼。 - 第七世：師兄，不願與師妹爭搶，遭師妹刺死。 - 第八世：皇子，用自身保護侍衛，慘遭刺客殺死。 - 第九世：掌門，為讓刺客自由，自願被刺死。 - 第十世：禹司鳳，於仙魔大戰中，為保鴻蒙熔爐，慘遭元朗刺死，羅喉計都給予半顆琉璃心（已生出血肉）復活。 | 张杰   | 杜景煜   |
| 袁冰妍 （褚璇璣童年：牟紫柔） | 褚璇璣   | 武器：千離傘 少阳派掌门褚磊次女，旭陽峰內門弟子，出生就身具异相，天生六识残缺，不懂人间情爱，却最终被司凤缠绵入骨的爱触动，体会了世间爱情的万般酸甜苦辣。懵懂懒散，命里却注定背负着框定正邪的重担。最终，这一世的所有温暖成为她最后的救赎，她的琉璃心亦生出了血肉。後與禹司鳳成親，婚後育有一子。 | 喬詩語 | 石梓晴   |
| 袁冰妍 （褚璇璣童年：牟紫柔） | 戰神     | 武器：定坤劍 戰神將軍，天界救星，千餘年前，為天界而戰，戰無不勝，因發現自己就是魔煞星，卻被柏麟帝君利用殺盡自己同族，自毀命柱，而戾氣大增，欲求一個公道，去質問柏麟，後為了洗去戾氣，遭天帝貶下凡歷劫，度劫九次皆未成功，璇璣為第十次，若再次度劫失敗，便再無回到天界可能，永墜魔道。 - 第一世：攬月，是一名舞姬，殺害喬府滿門，成功報仇。 - 第二世：敬元公主，在信王幫助下，登上皇位，成為女帝。 - 第三世：巫女，在醫師幫助下，雙眼復明，學習巫術，免去火祭之苦。 - 第四世：異族殺手，兩人只能活一個，對方沒下殺手而活著。 - 第五世：女魔頭，一身戾氣，遭除妖師用修為化解。 - 第六世：錦衣衛，一心只想要藏寶圖，無視畫師真心。 - 第七世：師妹，為爭取掌門之位，殺死師兄。 - 第八世：侍衛，因皇子的保護，免死於刺客刀下。 - 第九世：刺客，最後的任務是殺死掌門，否則自己毒發身亡。 - 第十世：褚璇璣，打開琉璃盞與羅喉計都融合，於仙魔大戰中，司鳳死亡的打擊下，與羅喉計都分為兩個不同個體。                                                                                            | 喬詩語 | 石梓晴   |
| 袁冰妍 （褚璇璣童年：牟紫柔） | 羅喉計都 | 魔煞星，修羅王麾下，妖魔界修羅族中內力最強者，有毀天滅地之力，與柏麟是好友，卻反被柏麟算計，導致心魂和元神分離，心魂封印於神器琉璃盞中，元神被柏麟以織女星之樣貌創造戰神，最后转世成为了璇玑。仙魔大戰時，與柏麟飲下酒，完成千年前未完之酒局，入渡厄道輪迴。 | 喬詩語 | 石梓晴   |
| 劉學義                        | 昊辰     | 少陽派旭陽峰內門弟子，少阳山上，是天才弟子跟暖心师兄，喜歡璇璣，利用各種日常生活幫助璇璣修炼法術，成為修仙者，暫代少陽派掌門，害怕璇璣因與司鳳相愛會度劫失敗，於少陽秘境中，臨死前誣陷遭司鳳殺害，實為自殺，真實身分為柏麟下凡的人身，為幫助璇璣這一世能順利度劫，重歸天界仙班。 | 姜廣濤 | 郭俊廷   |
| 劉學義                        | 柏麟     | 天界之尊，执掌东方天界的白帝，與羅喉計都為交心好友，為天界安寧，欺騙羅喉計都抽取其心魂，借羅喉計都魔骨化成的神器將其心魂封印於琉璃盞裡，軀體卻重塑成了天界戰神，而戰神的心用琉璃盞的一角製成，再掀三界風雲，對戰神動情而不願承認，以三界和平著想為由，不斷自欺欺人，仙魔大戰時，由帝尊告知生出心魔的其實是自己，後大澈大悟自削神格成為散仙，飲下酒完成與羅喉計都千年前未完之酒局，入渡厄道輪迴。 | 姜廣濤 | 郭俊廷   |
| 張予曦 （童年：林夕）         | 褚玲瓏   | 武器:斷金 少阳派掌门褚磊长女，璇玑的双胞胎姐姐，喜歡鍾敏言，後與鍾敏言成親，婚後懷有身孕。天真热情，嫉恶如仇。对璇玑悉心照顾，并和青梅竹马的钟敏言是一对欢喜冤家，不料惹上了生性恶毒的乌童，乌童对她爱之深恨之切。元神遭烏童抽走，並將一半元神注入花妖體內，肉身被璇璣救回。因受乌童控制的假玲瓏（花妖），親手將有毒的糯米糕餵給二師兄敏覺，後由敏言將玲瓏另一半元神帶回，醒來後的玲瓏擁有花妖在天墟堂的記憶，所做的一切如同自己親手一般，几乎崩溃，幸而敏言不离不弃，生死与共，最终重新振作，与亲人和爱人一起对邪恶势力宣战。 | 段藝璇 | 鄭家蕙   |
| 白澍                          | 騰蛇     | 天界神君，驕傲自大，喜歡和別人打架，得知璇玑就是战神便要与其決鬥，原是天界神兽，却误打误撞被璇璣收为灵寵，雖和璇璣互看不順眼，關鍵時刻還是會守護在璇璣身邊給予幫助，陪伴璇璣踏遍千山萬水找司鳳，為避免璇璣等人無辜受到牽連，自動回到天界領罰，仙魔大戰後，回到璇璣身邊。最喜欢吃美食，明明是个长相文雅的男子，卻张口一个老子闭口一个老子。 | 白澍   | 劉達斌   |
| 侯梦瑶                        | 紫狐     | 青丘狐族，愛吃葡萄，喜欢无支祁，因无支祁喜歡美女，修練五百年才化為人身，亦是鍾離城的高仙姑，千年來，想盡各種方法要進入焚如城，因生辰蠟被元朗熄滅，反噬重傷遭抓走，於第二次簪花大會被離澤宮宮主灼燒妖丹後遁逃，與司鳳前往魔域成功救出无支祁，在仙魔大戰中，幫无支祁擋天雷而煙消雲散，妖丹被无支祁帶走安葬，於渡厄道正要喝下忘川水重新輪迴時，无支祁趕到，與其相擁。 | 高啟帆 | 姜嘉蕾   |

### 主要演員
| 演員   | 角色            | 介紹 | 配音     | 香港配音 |
| 李俊逸 | 钟敏言          | 武器：滄溟劍 少陽派首陽峰弟子，璇玑和玲珑的六师兄，喜歡褚玲珑，因聽信地狼扮演的假掌門師命，而背叛師門潛伏於天墟堂，尋找靈匙和玲瓏元神，因二師兄之死，承擔一切罪責，遭少陽派逐出師門，與玲瓏成婚當日，遭烏童重傷昏迷，後得亭奴醫治復原。 | 馬正陽   | 劉達斌   |
| 周峻纬 | 若玉            | 金赤鳥族，离泽宫弟子，副宮主手下，為救出遭副宮主綁架的妹妹，而聽命行事，和敏言一起潛伏於天墟堂，尋找靈匙下落，後假死遁逃，所作一切，只想要妹妹自由，最終未能如願，喜歡小銀花，無怨無悔的付出與陪伴，只想要小銀花追求自己所愛便無憾，最終也未能如願，於仙魔大戰刺殺元朗時犧牲。 | 胡良偉   | 劉達斌   |
| 韩承羽 | 柳意歡          | 金赤鳥族，離澤宮棄徒，违反离泽宫戒规，致使骨肉分离，费尽心机偷得天眼，只为看见女儿转世，不曾想到父女连心，女儿为其偷天眼挡劫重回冥界无法轮回，想要弥补时却阴阳相隔成为遗憾，而後天眼遭天界神君應龍挖走，仙魔大戰後，和玉兒定居慶陽。是璇璣與司鳳的最強助攻手，知曉司鳳為璇璣所做的一切，十分心疼司鳳，卻又無能為力，雖然不看好他們二人的感情，但為了成全司鳳，還是經常幫助二人更近一步，推波助瀾。                     | 韩承羽   |          |
| 朱梓骁 | 元朗            | 金赤鳥族，离泽宫副宮主、魔域右使及天墟堂堂主，野心過大，一心想要取得靈匙，復活魔煞星顛覆天界，自己做三界的霸主，因璇璣和何丹萍發現了離澤宮宮主是金赤鳥妖一事，殺了何丹萍滅口，隱藏離澤宮為金赤鳥妖的事實，被司鳳、無支祁聯手用煉魂鼎吸食（元朗分身），元神附於修羅煞靈，搶奪琉璃盞時，被司鳳殺死，殘靈被若玉帶往魔域廢墟復活，魔煞星給重塑肉身，於仙魔大戰，執意摧毀鴻蒙熔爐做三界主宰時，反遭璇璣殺死。               | 文森     | 鄧肇基   |
| 傅方俊 | 無支祁          | 猴妖，魔域左使，重情重義，為人灑脫，恩怨分明，為拿取魔煞星的均天策海，被天界算計（因元朗出賣他），用四方定海鐵索，鎮壓在不周山下焚如城的最底層，由司鳳、紫狐救出，將均天策海交給司鳳拯救璇璣，為救司鳳性命，幫助璇璣打開琉璃盞，於仙魔大戰中，紫狐幫擋雷而死，死前答應她不再打架，帶著紫狐妖丹回去安葬，終日在紫狐墓前喝酒陪伴，是紫狐喜欢千年的人，同时也喜欢紫狐，後由天帝告知紫狐即將喝下忘川水，於渡厄道相擁表白。 | 郭浩然   |          |
| 何中华 | 褚磊            | 少陽派掌門，褚璇玑的师父，同时也是璇玑和玲珑的父亲，修仙之人，為人正派，因其夫人遭金赤鳥（元朗）殺死而痛恨妖族，仙魔大戰後，同意司鳳和璇璣成親。 | 寶木中陽 | 袁德基   |
| 姚奕辰 | 亭奴            | 東海鲛人族，曾是天界仙醫官，醫術了得，負責醫治戰神，後因戰神之事遭連坐被貶罰，在凡間給予司鳳、璇璣等人極大的幫助，於司鳳、璇璣成婚當日，委託小孩前往少陽山下送上一盒鮫人淚珠給予璇璣。 | 張振     | 簡懷甄   |
| 杨肸子 | 小銀花 / 陸嫣然 | 小銀花，禹司凤養大的靈寵小银蛇，机缘巧合化为人形，个性古灵精怪、勇敢无畏、忠心护主，喜歡司鳳，後被元朗算計和禹司鳳解除血契，遭玄武重傷而亡，葬於西海之濱。 | 朱蓉蓉   |          |

### 特別出演
| 演員   | 角色       | 介紹 | 配音 | 香港配音 |
| 何晟铭 | 离泽宫宮主 | 金赤鳥族，离泽宫宫主，司凤的师父，亦是司凤的父亲，對外人心狠手辣，老谋深算，只對司鳳非常疼愛，並深愛皓鳳，後由元朗告知與皓鳳相愛記憶的真相後，情人咒發作而亡。 | 楊默 | 簡懷甄   |
| 赵樱子 | 東方夫人   | 浮玉島島主夫人，天下第一美人，子桐山人氏，芳名清榕，為邪教聖女女教主，和歐陽管家（地狼）有染，並懷有身孕，卻遭地狼利用完後拋棄，拿閻羅釘自殺身亡。             | 露西 | 黎皓宜   |
| 張棪琰 | 何丹萍     | 少陽派掌門夫人，璇璣和玲瓏的母親，帶璇璣前往點睛谷治病的路上，發現離澤宮宮主為金赤鳥妖一事，遭到離澤宮宮主重傷後，被隨後趕到的元朗滅口。                       |      |          |

### 友情出演
| 演員   | 角色     | 介紹 | 配音   | 香港配音 |
| 黄宥明 | 烏童     | 喜歡玲瓏，前點睛谷弟子，出身寒門，心胸狹隘，詭計多端，於簪花大會上，一心求勝而犯規使用咒術重傷璇璣，後畏罪潛逃。遭各大門派通緝並逐出點睛谷，重傷之際得天墟堂堂主所救，現為不周山北壇壇主，因發現天墟堂堂主身上有天懲印記卻能自由出入不周山，推測出堂主應為離澤宮人，正是魔域右使元朗，盜取離澤宮飛龍印和靈匙，以此威脅元朗合作，卻反被算計遭斷臂，於魔域黑潭化作半妖之體，最後還是不忍傷害玲瓏，自己永困焚如城。 | 袁銘喆 | 郭俊廷   |
| 錢泳辰 | 東方清奇 | 浮玉島島主，深愛清榕，就算遭到清榕下蠱、歐陽管家（地狼）與其姦情，始終對東方夫人不離不棄，痛恨妖族。 | 趙震   |          |
| 杜俊澤 | 柱石     | 軒轅派掌門，誓死捍衛軒轅，將鎮派寶物天機珠（內有靈匙），藏於璇璣手鍊之中，後被烏童所殺。 |        |          |

### 其他演員
| 演員   | 角色     | 介紹 | 配音     | 香港配音 |
| 劉夢芮 | 玉兒     | 柳意歡之女，死後成為妖靈，遭靈石長老操控，用來培育血伽羅果，由司鳳、璇璣等人解救，又遭天墟堂抓走，用來脅迫柳意歡，再次被救出後，前往東海鮫族重修妖丹，後與柳意歡居住在慶陽。 | 曾蓉     |          |
| 闵春晓 | 楚影紅   | 少陽派小陽峰長老，褚磊師妹，擅長醫術，全身經脈遭若玉挑斷重傷昏迷，終生不得再修習功法，已甦醒，服用司鳳尋找到可以修復經脈的靈丹，重新修練。 | 劉曉倩   |          |
| 黄海冰 | 天帝     | 天界之主，天界帝尊，羲玄父君，現居於崑崙山上，承無為道，是所有事件的旁觀者，於仙魔大戰告知眾人一切原由，使三界免回歸於混沌。 | 彭堯     |          |
| 黄羿   | 阿兰     | 西谷人氏，與司鳳假成親引妖上鉤，跟著司鳳修行醫術和法術，喜歡司鳳，後告白被拒。 | 蔡娜     |          |
| 于濱   | 容谷主   | 點睛谷谷主，擅長破解法器、製造機關、刑具。 | 趙成晨   |          |
| 魏巍   | 司命星君 | 天界仙官，柏麟座下，負責看守戰神命柱，喜歡寫小說，是白帝（昊辰）和戰神（璇璣）感情的旁觀者，卻也是最清楚白帝（昊辰）對戰神（璇璣）感情為何的人。 | 劉一鳴   |          |
| 李欣澤 | 羅喉計都 | 魔煞星，修羅王麾下，妖魔界修羅族中内力最強者，有毀天滅地之力，與柏麟是交心好友，卻反被柏麟算計，導致心魂和元神分離，心魂封印於神器琉璃盞中，元神不知所終。千年後，璇璣（羅喉計都）為救司鳳，打開琉璃盞釋放心魂，並與其融合，因而復活，找柏麟報仇，仙魔大戰中，因天帝使用黃梁之弦，提前看到摧毀鴻蒙熔爐之後三界的景象，最終沒有毀了三界，司鳳被元朗刺死，給予他自己的半顆琉璃心（已生出血肉），敬柏麟酒，完成千年前之酒局，了結千年恩怨後，與柏麟一同輪迴。 | 敖磊     |          |
| 李澤   | 地狼     | 天墟堂堂主手下，用坤陰丹與靈石長老換取靈匙的下落，也是浮玉島的歐陽桐管家，與東方夫人有染，為保護元朗，忠心護主，於點睛谷困妖陣中自毀妖丹而亡。 | 齊斯伽   |          |
| 呂鵬   | 青龍     | 天界神君，四大神獸之一，渾身臭味，負責看管騰蛇，不讓他下凡找戰神打架，後通風報信給騰蛇，戰神被柏麟下誅殺令，四聖獸聯合誅殺戰神，反被璇璣重傷。 | 李翰林   |          |
| 王九勝 | 星宿長老 | 天墟堂觀星者，觀測羅喉星和計都星。 |          |          |
| 馬文龍 | 修羅王   | 妖魔界修羅族，千年前，不甘居於天界下，組起妖魔聯軍，征戰天界，因戰神出現，失敗告終，死於戰神定坤劍下，死前留一口魔氣，告知戰神身世真相。 | 王敏納   |          |
| 付梦妮 | 玉宁     | 浮玉島弟子，擅長占卜問卦，喜歡翩翩。 | 王瀟倩   |          |
| 吳懿韜 | 翩翩     | 浮玉島弟子，喜歡玉寧。 |          |          |
| 田宇鵬 | 白羽星君 | 天界仙官，跟隨天帝居於崑崙山上，負責保護天帝安危。 |          |          |
| 周億丹 | 端清     | 少陽派旭陽峰弟子，喜歡昊辰，後告白被拒，於召喚灼龍之靈時，慘遭元朗殺害。 | 韓嘯     |          |
| 王旭東 | 陳敏覺   | 少陽派首陽峰弟子，璇璣和玲瓏的二師兄，被烏童抓進天墟堂，遭敏言斷臂，後吃了烏童下毒的糯米糕而死。 | 斑馬     | 簡懷甄   |
| 余籽璇 | 文宣     | 少陽派弟子，璇璣和玲瓏的師妹，仰慕敏言所創的瑤華劍法新三式，找敏言指點一二。 | 吟良犬   |          |
| 姜振昊 | 石楓     | 軒轅派弟子，食用天墟堂坤陰丹，而功力大增，於簪花大會屢戰屢勝，後遭天墟堂俘虜，自刎而死。 |          |          |
| 許媛媛 | 花妖     | 美人蕉，歷天劫時，受到烏童幫忙，為報答烏童，人身修練成玲瓏的模樣，體內有玲瓏一半元神，認為烏童愛的是自己，不是玲瓏樣貌，聽信敏言、若玉蠱惑，拿回自己元神和變回原本樣貌，慘遭烏童殺死。 |          |          |
| 韓燁   | 文皓鳳   | 點睛谷老谷主的女兒，司鳳的娘親，初次下山歷練時，和司鳳的爹爹相遇，並與其相愛，生下司鳳顯出異象，發現愛人實為金赤鳥妖，仙門中人又慘遭離澤宮老宮主殺害，由愛生恨，自刎而死。屍體遭司鳳的爹爹盜走，點睛谷老谷主因而來不及用千年石髓為其復活。 |          |          |
| 楊辰   | 應龍     | 天界神君，與白虎前往凡間慶陽，挖走柳意歡天眼。 |          |          |
| 黃騫   | 白虎     | 天界神君，四大神獸之一，與應龍前往凡間慶陽，劃傷紫狐臉頰，四聖獸聯合下凡誅殺戰神，反被璇璣重傷。 |          |          |
| 毛藝文 | 玄武     | 天界神君，四大神獸之一，四聖獸聯合下凡誅殺戰神，反被璇璣重傷。 |          |          |
| 戴子翔 | 朱雀     | 天界神君，四大神獸之一，四聖獸聯合下凡誅殺戰神，反被璇璣重傷。 | 斑馬     |          |
| 黃朋   | 杜敏行   | 少陽派首陽峰弟子，璇璣和玲瓏的大師兄。 |          |          |
| 閆藝瀧 | 墨石     | 軒轅派長老，自私懦弱，說出軒轅派靈匙藏於天機珠中，後被烏童所殺。 |          |          |
| 張雷   | 恒陽     | 少陽派旭陽峰長老，褚磊師兄，昊辰、璇璣師父，守護少陽派秘境，於召喚灼龍之靈時，慘遭元朗殺害。 | 劉琮     | 杜景煜   |
| 趙耀興 | 豐陽     | 少陽派長老。 |          |          |
| 馬學雷 | 寇長老   | 點睛谷長老。 |          |          |
| 張弓   | 皇帝     | 被自己唯一親身女兒敬元公主（戰神第二世）謀反殺死。 |          |          |
| 劉立   | 巫履     | 崑崙十巫之一，巫仙。 |          |          |
| 毛娜   | 巫彭     | 崑崙十巫之一，巫仙，擅長幻術。 |          |          |
| 嚴豐   | 巫凡     | 崑崙十巫之一，巫仙。 |          |          |
| 俞慶   | 神荼     | 與鬱壘，看守焚如城，仙魔大戰被羅喉計都變成小狗，後由柏麟復原。 |          |          |
| 宋愷   | 鬱壘     | 與神荼，看守焚如城，仙魔大戰被羅喉計都變成小狗，後由柏麟復原。 |          |          |
| 顧之紳 | 敏聲     | 少陽派首陽峰弟子，璇璣和玲瓏的師兄。 |          |          |
| 馬力   | 敏離     | 少陽派首陽峰弟子，璇璣和玲瓏的師兄。 |          |          |
| 王斌   | 靈石     | 軒轅派長老，為換取坤陰丹，將四大門派靈匙下落告知天墟堂，控制玉兒培育血伽羅果，遭司鳳一行人重傷，被紫狐救走，後得知軒轅派滅門，與烏童手下同歸於盡。 | 圖特哈蒙 |          |
| 王小偉 | 玄石     | 軒轅派長老，後被烏童所殺。 |          |          |
| 徐海為 | 羅長老   | 金赤鳥族，離澤宮長老，大宮主、司鳳陣營一方，帶領金赤鳥一族隱居龍山村沼澤，絕跡人間，後被元朗找到抓回魔域。 | 大象     |          |
| 王曄茅 | 夷長老   | 長老。 |          |          |
| 邱波   | 方亦真   | 鍾離城人，被高仙姑選中上山侍奉之一。 |          |          |
| 楚飛   | 宓長老   | 長老。 |          |          |
| 楊紫茳 | 和陽     | 少陽派長老。 |          |          |
| 呈讓   | 撲陽     | 少陽派長老。 |          |          |
| 朱榮榮 | 祿陽     | 少陽派青陽峰長老，褚磊師弟，以卜算和檢測異象，輔助旭陽峰守護少陽派秘境。 |          |          |
| 盧元松 | 白長老   | 金赤鳥族，離澤宮長老，大宮主、司鳳陣營一方，遭元朗殺害。 |          |          |
| 孫學君 | 賀長老   | 金赤鳥族，離澤宮長老，元朗陣營一方，帶領金赤鳥一族隱居龍山村沼澤，絕跡人間，後被元朗找到抓回魔域。 |          |          |
| 王星壹 | 崆峒長老 | 浮玉島長老。 |          |          |
| 楊鈞   | 趙老大   | |          |          |
| 吳雨珏 | 若雪     | 金赤鳥族，若玉妹妹，遭元朗囚禁於銀湖之下的地牢中十年，見完若玉最後一面，死在若玉懷中，葬於西海之濱。 | 吟良犬   |          |
| 白藝萌 | 小妖靈   | 在龍樹鎮外，誘騙玲瓏進入樹林，培育血伽羅果。 |          |          |
| 周雨彤 | -        | 少陽派講故事弟子。 |          |          |
| 王凯   | 茄哩啡   | |          |          |

## 萬劫八荒鏡碎片
萬劫八荒鏡的仙器，原本是天上西王母所有，被失手打碎散落人間。
只要集齊了這個鏡子的碎片，褚璇璣便可以找回六識，和正常人一樣。
據說萬劫八荒鏡打碎以後是四塊，但是紫狐那塊被怪鳥叼走了，又碎了三塊，所以就變成了六塊。

## 定海鐵索之靈匙
| 收藏地點     | 擁有人     | 用途                   |
| 點睛谷七星盤 | 點睛谷掌門 | 開啟定海鐵索靈匙之一。 |
| 軒轅派天機珠 | 軒轅派掌門 | 開啟定海鐵索靈匙之一。 |
| 浮玉島蛟月刃 | 浮玉島掌門 | 開啟定海鐵索靈匙之一。 |
| 離澤宮飛龍印 | 離澤宮掌門 | 開啟定海鐵索靈匙之一。 |

## 活动見面會 / 宣傳 / 發布會
| 年份   | 日期    | 地點                             | 主題                                | 嘉賓 | 備註                                     |
| 2020年 | 8月6日  |                                  | 優酷《2020年度發布會》              | 尹濤（導演）、成毅、袁冰妍                                                                              |                                          |
| 2020年 | 8月16日 | 抖音 直播間                      | 《琉璃》 琉璃好甜 初遇夫婦 首次合體 | 成毅、袁冰妍、張予曦、白澍、何晟銘                                                                      |                                          |
| 2020年 | 8月16日 | 優酷 直播間＆一直播              | 《琉璃》 琉璃好甜 初遇夫婦 首次合體 | 尹濤（導演）、成毅、袁冰妍、劉學義、張予曦、白澍 何晟銘、李俊逸、韓承羽、傅方俊、何中華、姚奕辰、楊肸子 |                                          |
| 2020年 | 8月26日 | 優酷 直播間                      | 《琉璃》戀愛速成班開課              | 成毅、白澍、韓承羽、楊肸子                                                                              |                                          |
| 2020年 | 9月13日 | 優酷 直播間                      | 優酷 星直播                         | 白澍 |                                          |
| 2020年 | 9月15日 | 優酷 直播間                      | 優酷 星直播                         | 李欣澤                                                                                                  | 會員大結局                               |
| 2020年 | 9月20日 | 線下－中國杭州 線上－優酷 直播間 | 《琉璃》收官雲歌會                  | 成毅、袁冰妍、白澍、侯夢瑤、劉學義 韓承羽、傅方俊、姚奕辰、楊肸子、何晟銘、李欣澤                       | 特邀嘉賓：尹濤（導演）、鄧細斌（製作人） |

## 电视剧歌曲

### 中国大陆
| 《琉璃》电视剧原声带 | 《琉璃》电视剧原声带             | 《琉璃》电视剧原声带 | 《琉璃》电视剧原声带 | 《琉璃》电视剧原声带 | 《琉璃》电视剧原声带 |
| 曲序                 | 曲目                             |                      | 作曲                 | 编曲                 | 演唱                 |
| -------------------- | -------------------------------- | -------------------- | -------------------- | -------------------- | -------------------- |
| 1.                   | 琉璃（片頭曲）                   | 段思思               | 曾締                 | 雷立                 | 劉宇寧               |
| 2.                   | 情人咒（片尾曲）                 | 刘畅                 | 谭旋                 | 陳思同               | 阿云嘎、郁可唯       |
| 3.                   | 爱若琉璃（推廣曲、插曲、主题曲） | 王耀光               | 娄祖钰               | 趙瑟                 | 周深                 |
| 4.                   | 守（插曲）                       | 廖羽、和汇慧         | 和汇慧、王梓桐       | 趙宇、譚侃侃         | 成毅                 |
| 5.                   | 若就這樣了（插曲）               | 栾杰                 | 谭旋                 | 陳沁揚               | 何晟銘               |
| 6.                   | 步崖（插曲）                     | 段思思               | 谭旋                 | 李乃剛               | 李琦                 |
| 7.                   | 千年之戀（插曲）                 | 段思思               | 谭旋                 | Terence Teo          | 雙笙                 |
| 8.                   | 命中人（插曲）                   | 王耀光、李岩         | 杜婧荧               | 趙瑟                 | 白澍                 |
| 9.                   | 劫（插曲）                       | 王明毓               | 和汇慧、王梓桐       | 小莫                 | 音頻怪物             |
| 10.                  | 心知我意（插曲）                 | 廖羽                 | 王梓桐、和汇慧       | 畢健博               | 王野                 |
| 11.                  | 愿（插曲）                       | 和汇慧               | 王梓桐、和汇慧       | 胡博                 | 楊肸子               |
| 12.                  | 同心而語（宣傳曲）               | 劉暢                 | 陳思同               | 陳思同               | 袁冰妍               |
| 13.                  | 琉璃脆（若玉人物曲）（插曲）     | 周峻纬               | 周峻纬               | 唐传森               | 郭栩逍               |
| 14.                  | 琉璃脆（片尾曲）                 | 周峻纬               | 周峻纬               | 唐传森               | 周峻纬               |

### 香港
| 曲序 | 曲目                  |      | 作曲   | 编曲   | 演唱     |
| ---- | --------------------- | ---- | ------ | ------ | -------- |
| 1.   | 浮塵紀（宣傳曲&插曲） | 胡奕 | 叶崇恩 | 叶崇恩 | DisCover |

## 奖项与荣誉
| 年份 | 頒獎典禮       | 奖项             | 得獎者             | 结果 |
| 2020 | 第四届网影盛典 | 年度最受欢迎剧集 | 不適用             | 獲獎 |
| 2020 | 第七届文荣奖   | 最佳電視劇製作人 | 鍾君艷             | 獲獎 |
| 2020 | 第七届文荣奖   | 最佳电视剧导演   | 尹濤               | 獲獎 |
| 2020 | 新浪影視盛典   | 年度劇集         | 不適用             | 獲獎 |
| 2020 | 新浪影視盛典   | 年度影視音樂     | 周深－《愛若琉璃》 | 獲獎 |

## 电视节目的变迁
| 新加坡 新传媒8频道 星期一至五 23:00 - 00:00 · （若当天《晚间新闻》因国会相关资讯而延长播报时间，则顺延至 23:15 - 00:15） | 新加坡 新传媒8频道 星期一至五 23:00 - 00:00 · （若当天《晚间新闻》因国会相关资讯而延长播报时间，则顺延至 23:15 - 00:15） | 新加坡 新传媒8频道 星期一至五 23:00 - 00:00 · （若当天《晚间新闻》因国会相关资讯而延长播报时间，则顺延至 23:15 - 00:15） |
| --- | --- | --- |
| | 琉璃 （2021年3月11日－2021年6月1日）                                                                                     | |
| 小娘惹 （2021年1月5日－2021年3月10日）                                                                                   | 伺机（重播） （2021年6月2日－2021年6月16日）庆余年 （2021年6月17日－2021年8月19日）                                      | |

| 马来西亚 八度空间 亚洲精选 星期一至四 21:00 - 22:00 · 2021年12月8日，因播映首要媒体2022新春推介礼，暂停播出 | 马来西亚 八度空间 亚洲精选 星期一至四 21:00 - 22:00 · 2021年12月8日，因播映首要媒体2022新春推介礼，暂停播出 | 马来西亚 八度空间 亚洲精选 星期一至四 21:00 - 22:00 · 2021年12月8日，因播映首要媒体2022新春推介礼，暂停播出 |
| --- | --- | --- |
| | 琉璃 （2021年9月28日－2022年1月11日）                                                                       | |
| 风起霓裳 （2021年7月20日－2021年9月27日）                                                                   | 恭喜发财 （2022年1月12日－2022年1月27日）                                                                   | |

| 香港 香港開電視 星期一至五 21:30 - 22:30   | 香港 香港開電視 星期一至五 21:30 - 22:30     | 香港 香港開電視 星期一至五 21:30 - 22:30 |
| ------------------------------------------ | -------------------------------------------- | ---------------------------------------- |
|                                            | 琉璃 （2021年11月29日－2022年2月25日）       |                                          |
| 錦衣之下 （2021年9月13日－2021年11月26日） | 九州天空城II （2022年2月28日－2022年4月4日） |                                          |

| 臺灣 八大戲劇台 星期一至五 22:00 - 23:00 | 臺灣 八大戲劇台 星期一至五 22:00 - 23:00  | 臺灣 八大戲劇台 星期一至五 22:00 - 23:00 |
| ---------------------------------------- | ----------------------------------------- | ---------------------------------------- |
|                                          | 琉璃 （2022年8月24日－2022年11月4日）     |                                          |
| 宸汐缘 （2022年6月1日－2022年8月23日）   | 大唐攻略 （2022年11月4日－2023年1月19日） |                                          |

| 马来西亚 TV9 星期五至日 23:00 - 00:00       | 马来西亚 TV9 星期五至日 23:00 - 00:00    | 马来西亚 TV9 星期五至日 23:00 - 00:00 |
| ------------------------------------------- | ---------------------------------------- | ------------------------------------- |
|                                             | 琉璃 （2023年12月30日 - 2024年5月31日）  |                                       |
| 風起霓裳 （2023年9月23日 - 2023年12月29日） | Dear. M （2024年6月1日 - 2024年6月28日） |                                       |